# 陣軍吉

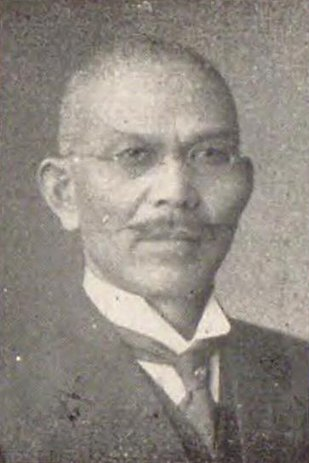
陣軍吉

陣 軍吉（じん ぐんきち、明治2年2月23日（1869年4月4日） – 昭和18年（1943年）1月13日）は、衆議院議員（立憲政友会→政友本党→昭和会）。

## 経歴
日向国諸県郡高原村（現在の宮崎県西諸県郡高原町）に、士族橋口荘之進の二男として生まれ、陣孫左衛門の養子となった。宮崎県警視に任官された後、韓国政府の招きで黄海道・咸鏡北道の警察部長を務めた。1911年（明治44年）、静岡県磐田郡長となり、さらに大分県大野郡長に転じた。
1917年（大正6年）、第13回衆議院議員総選挙に出馬し、当選。合計で5期務めた。
その他、宮崎県農会議長を務めた。